# 马来亚铁道通勤铁路北马区
马来亚铁道通勤铁路北马区是目前KTM通勤铁路的四条线路中的其中一个。怡保－巴东勿刹电气化双轨工程于2014年12月开始，并在2015年完工，同年9月11日正式开通。 
目前北马区有两条线路分别是北海－巴东勿刹线（简称巴东勿刹线）和大山脚－硝山线（简称硝山线），而大山脚站是这两条线路的转乘站。
注：硝山线自2023年9月16日起向南延伸3站，包括瓜拉江沙站、和丰站，直至怡保站，由北海站为起点，总计13站，路线为北海－怡保。

## 线路资讯
马来亚铁道通勤铁路北马区包括以下两条线路:
- 1  北海－怡保线
- 2  北海－巴东勿刹线

这两条线路在2016年9月1日起正式取代之前的北海－甘文丁线。
| 车站名称   | 车站结构                 | 2 车站 | 1 车站 | 转乘站/注释                  |
| 巴东勿刹   | 2个岛式站台              | ●      |        | 巴东勿刹线终点站             |
| 武吉吉德里 | 2个岛式站台              | ●      |        |                              |
| 亚娄       | 2个岛式站台              | ●      |        |                              |
| 高岭       | 2个侧式站台              | ●      |        |                              |
| 安南武吉   | 2个侧式站台              | ●      |        |                              |
| 亚罗士打   | 2个侧式站台              | ●      |        |                              |
| 哥峇       | 2个侧式站台              | ●      |        |                              |
| 莪仑       | 2个岛式站台              | ●      |        |                              |
| 双溪大年   | 2个侧式站台              | ●      |        |                              |
| 打昔汝莪   | 1个岛式站台、1个侧式站台 | ●      |        |                              |
| 大山脚     | 2个岛式站台              | ●      | ●      | 转乘站                       |
| 武吉丁雅   | 2个岛式站台              | ●      | ●      | 车辆段所在地                 |
| 北海       | 2个岛式站台              | ●      | ●      | 通过槟城渡轮前往乔治市。     |
| 新邦安拔   | 2个侧式站台              |        | ●      |                              |
| 高渊       | 2个侧式站台              |        | ●      |                              |
| 巴里文打   | 2个侧式站台              |        | ●      |                              |
| 峇眼色海   | 2个侧式站台              |        | ●      |                              |
| 甘文丁     | 2个岛式站台              |        | ●      |                              |
| 太平       | 2个侧式站台              |        | ●      |                              |
| 硝山       | 2个岛式站台              |        | ●      | 原硝山线终点站               |
| 瓜拉江沙   | 2个侧式站台              |        | ●      | 新增硝山线服务的车站         |
| 和丰       | 2个岛式站台              |        | ●      | 新增硝山线服务的车站         |
| 怡保       | 1个侧式站台、1个岛式站台 |        | ●      | 新增硝山线服务的车站兼终点站 |

几乎所有火车都采用马来亚铁道83型电力动车组，旧的马来亚铁道82型电力动车组大部分已废置并不再使用。

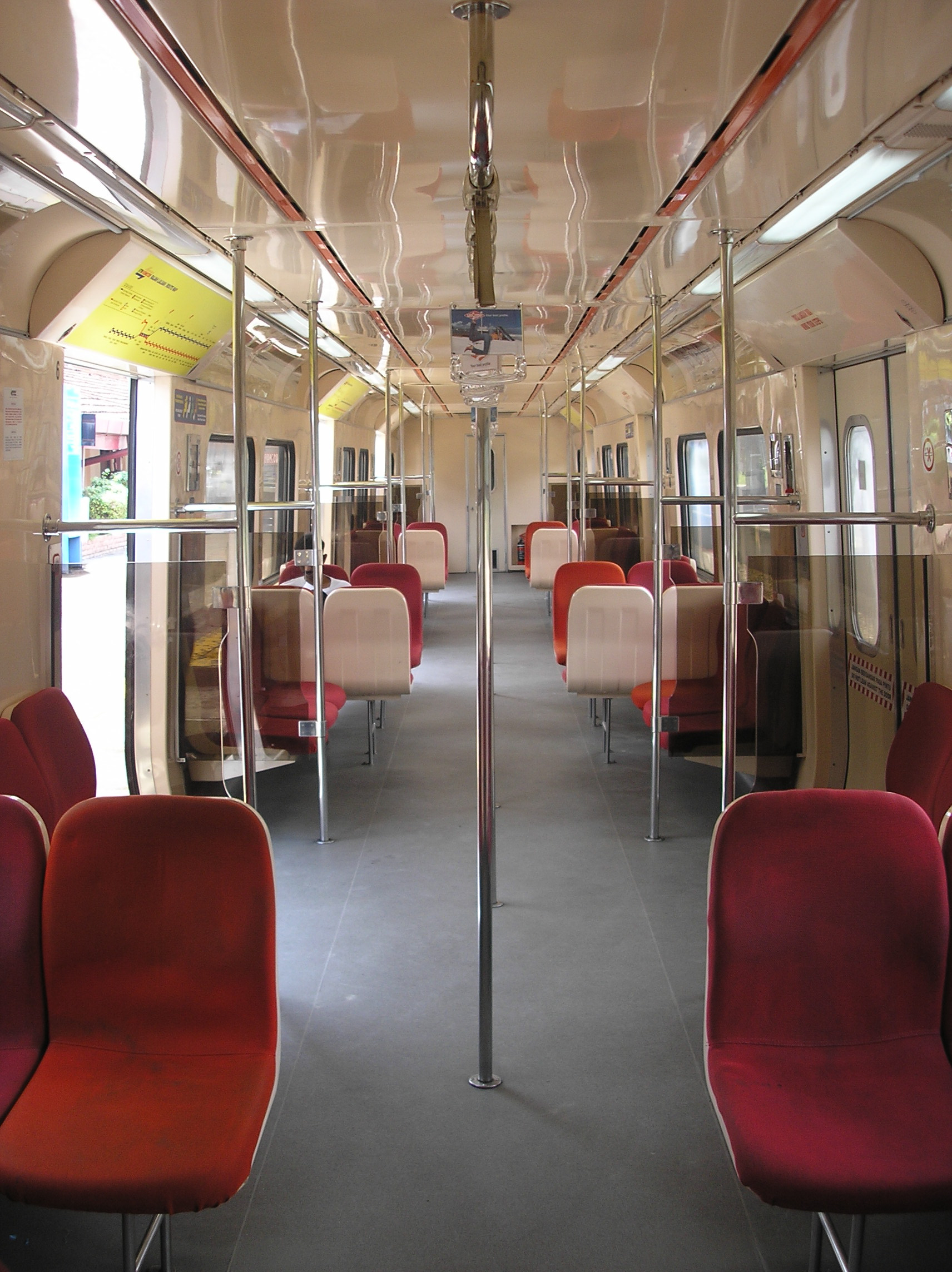
马来亚铁道83型电力动车组车厢内部

## 历史
2015年11月9日，北马区通勤铁路正式营运并在莪仑站、北海站和甘文丁站之间的车站提供服务。在2016年1月1日，开始提供从北海站至巴东勿刹站的服务，而在当时，KTM电动列车服务在此区域的服务也同时被终止。
在2016年1月17日，莪仑－北海－甘文丁线被拆分为两条线路，分别为北海－莪仑和北海－甘文丁。这两条线路后来在2016年9月1日被改良为巴东勿刹线和硝山线。